# Władysław Banaszkiewicz (major)
Władysław Banaszkiewicz (ur. 24 września 1902 w Łopienniku Lackim, zm. 25 września 1944 w Warszawie) – polski oficer piechoty, powstaniec warszawski, w młodości lekkoatleta, specjalizujący się w biegach średniodystansowych.

## Życiorys
Wstąpił do Oddziału Harcersko-Wywiadowczego II Brygady Legionów Polskich. Od 1 lipca 1920 w Wojsku Polskim. Po odbyciu zasadniczej służby wojskowej zdał maturę. Ukończył Oficerską Szkołę Piechoty w Warszawie. 27 lipca 1926 prezydent RP mianował go podporucznikiem ze starszeństwem z 15 sierpnia 1926 i 20. lokatą w korpusie oficerów piechoty, a minister spraw wojskowych wcielił do 18 pułku piechoty w Skierniewicach. W pułku pełnił m.in. funkcję instruktora wychowania fizycznego. 15 sierpnia 1928 prezydent RP nadał mu stopień  porucznika ze starszeństwem z 15 sierpnia 1928 i 33. lokatą w korpusie oficerów piechoty. We wrześniu 1933 został przeniesiony do Szkoły Podchorążych Piechoty w Ostrowi Mazowieckiej. 27 czerwca 1935 prezydent RP nadał mu stopień kapitana z dniem 1 stycznia 1935 i 213. lokatą w korpusie oficerów piechoty. W marcu 1939 pełnił służbę w 48 pułku piechoty w Stanisławowie na stanowisku dowódcy 6 kompanii.
Jako lekkoatleta zdobył srebrny medal mistrzostw Polski w 1924 w biegu na 800 metrów, a w biegu na 1500 metrów zajął na tych mistrzostwach 4. miejsce.
Walczył w kampanii wrześniowej jako dowódca 1 kompanii 48 pułku piechoty. Został ranny w bitwie nad Tanwią 15 września, chwilę po tym, jak przejął dowodzenie batalionem od rannego dowódcy.
W czasie okupacji był w sztabie Komendy Głównej Armii Krajowej. Podczas powstania warszawskiego walczył w stopniu majora na Mokotowie w ramach Zgrupowania Pułku Baszta. Zmarł z ran 25 września 1944 w szpitalu Sw. Elżbiety.